# 拜雷斯
拜雷斯製造有限公司（Belais Manufacturing Co.），由大衛．拜雷斯（ David Belais 1863年 - 1933年6月5日）成立，為美國早期的白金首飾製造商之一。
在19世紀末和20世紀初，他們嘗試使用各種白金的合金，來取代鉑金。大衛．拜雷斯在1917年提出了他的合金公式，並於1918年10月5日申請了貿易專利，其授予專利于2月10日。因第一次世界大戰限制了鉑金的使用，1920年的Belais專利中制定由金，鋅和鎳組合的18k白金合金。
拜雷斯白金（Belais white gold）的廣告宣傳極為成功，以至於長期Belais成了白金的代名詞。在1922年11月22日發行的The Jewelers' Circular中，他們的廣告聲稱擁有“最年輕的風格；最古老的技能”。他們的口號是”拜雷斯製造就是精良製造（Belais Made Means Well Made）”，成功地說服珠寶零售商和大眾，“拜雷斯白金”優於其他所有的白金。
在另一個"The Jewelers' Circular" 的廣告，理直氣壯地說：“如果你有對這種白金的任何偏見與消滅的想法，請看清楚，未來Belais白金保證將佔據了整個世界的珠寶行業”
這些成功的行銷，使得當時許多著名的珠寶商，也在他們的廣告中列出他們賣 “18K Belais”。
其實拜雷斯不是第一個申請白金專利的人。早在2013年4月30日由普福爾茨海姆的卡爾·里克特（Karl Richter of Pforzheim），已申請了金，鈀和鎳的合金的專利。但因為第一次世界大戰的爆，發里希特的專利並沒有廣為人知或生產。
然而，拜雷斯與史密斯兄弟冶煉及精煉公司（Goldsmith Bros. Smelting & Refining Co.）的侵權訴訟，挑戰了Belais的專利。1925年法官判Balais專利敗訴，因法官不相信無論任何人因操控黃金合金的組成成分，而視為的發明。